# Asura phryctops
Asura phryctops är en fjärilsart som beskrevs av Kirby 1892. Asura phryctops ingår i släktet Asura och familjen björnspinnare. Inga underarter finns listade i Catalogue of Life.